# Nwali
Nwali (nep. न्वाली) – gaun wikas samiti w zachodniej części Nepalu w strefie Mahakali w dystrykcie Baitadi. Według nepalskiego spisu powszechnego z 2011 roku liczył on 550 gospodarstw domowych i 2742 mieszkańców (1562 kobiety i 1180 mężczyzn).